# Violàcies
Violàcia, violàcies o violaceae (alternativament Alsodeiaceae J.G.Agardh, Leoniaceae DC. i Retrosepalaceae Dulac) és una família de plantes amb flors. El nom prové del gènere Viola (violes i pensaments).

## Morfologia
Normalment són herbes perennes però n'hi ha d'herbes anuals i en forma d'arbust. Les fulles són simples, alternes o rarament oposades. Moltes espècies són acaulescents (sense tija apreciable). Les flors són bisexuals típicament de simetria zigomorfa o actinomorfa. La corol·la no té els pètals iguals els fruits són en càpsula.

## Taxonomia
Consta d'uns 21 gèneres en unes 800 espècies repartides en tres subfamílies: Violoideae, Leonioideae i Fusispermoideae. Antigues classificacions com les del sistema Cronquist ubicaven la família violàcia en l'ordre de les violals però actualment estan en l'ordre malpigials.
Subfamília Fusispermoideae
- Fusispermum Cuatrec.

Subfamília Leonioideae
- Leonia Ruiz i Pav.

Subfamília Violoideae
Tribu Rinoreeae
Subtribu Hymenantherinae
- Hymenanthera R.Br.
- Melicytus J.R.Forst. i G.Forst.

Subtribu Isodendriinae
- Isodendrion A.Gray

Subtribu Paypayrolinae
- Amphirrhox Spreng.
- Hekkingia Munzinger i H.E.Ballard
- Paypayrola Aubl.

Subtribu Rinoreinae
- Allexis Pierre
- Decorsella A.Chev. (inclou Gymnorinorea Keay)
- Gloeospermum Triana i Planch.
- Rinorea Aubl. (inclou Alsodeia Thouars, Phyllanoa Croizat, Scyphellandra Thwaites)
- Rinoreocarpus Ducke

Tribu Violeae
- Agatea A.Gray (inclou Agation Brongn.)
- Anchietea A.St.-Hil.
- Corynostylis Mart.
- Hybanthopsis Paula-Souza
- Hybanthus Jacq. (inclou Acentra Phil., Clelandia J.M.Black, Cubelium Raf. ex Britton i A.Br., Ionidium Vent., Pigea DC.)
- Mayanaea Lundell
- Noisettia Kunth
- Orthion Standl. i Steyerm.
- Schweiggeria Spreng.
- Viola (gènere) L. (inclou Erpetion Sweet, Mnemion Spach